# Westfälischer Schinken

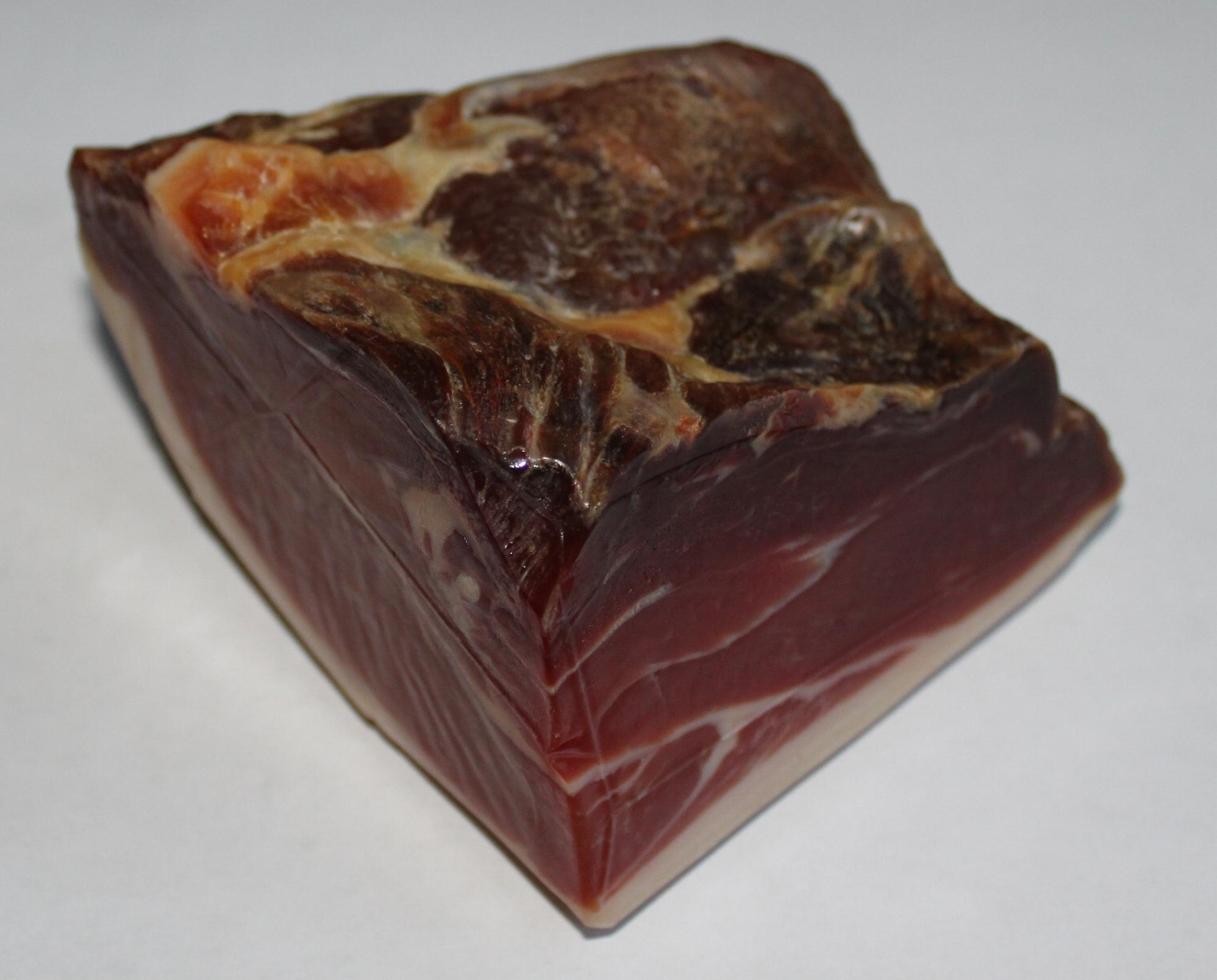
Ein Pfund Knochenschinken

Westfälischer Schinken ist ein traditionsreicher Rohschinken aus Westfalen mit besonders würzigem Aroma. Seinen besonderen Geschmack verdankt er der Tatsache, dass der Röhrenknochen während der gesamten Herstellung im Schinken verbleibt. Der Schinken wird seit dem Frühmittelalter in der Münsterländer Tieflandsbucht, im Osnabrücker Land und im Sauerland hergestellt und bereits im 12. Jahrhundert in Köln gehandelt. Seine Tradition begründet sich in der Eichelmast, die in früheren Jahrhunderten in Westfalen betrieben wurde. Durch den großen Bestand an Eichenwäldern wurde in Westfalen eine besonders erfolgreiche Schweinemast und -zucht betrieben.
Der Schinken wird zuerst mit Knochen einige Wochen von Hand trocken gepökelt und anschließend drei bis fünf Monate über Buchenholz kalt geräuchert, bis er eine dunkelrote Farbe und eine goldgelbe Schwarte erhält. Anschließend reift er noch weitere Monate, dann wird der Knochen entfernt. Die gesamte Herstellungszeit reicht von sechs Monaten bis zu 18 Monaten bei den besten Qualitäten. Heute wird auch ein besonders milder, nur luftgetrockneter Schinken angeboten.

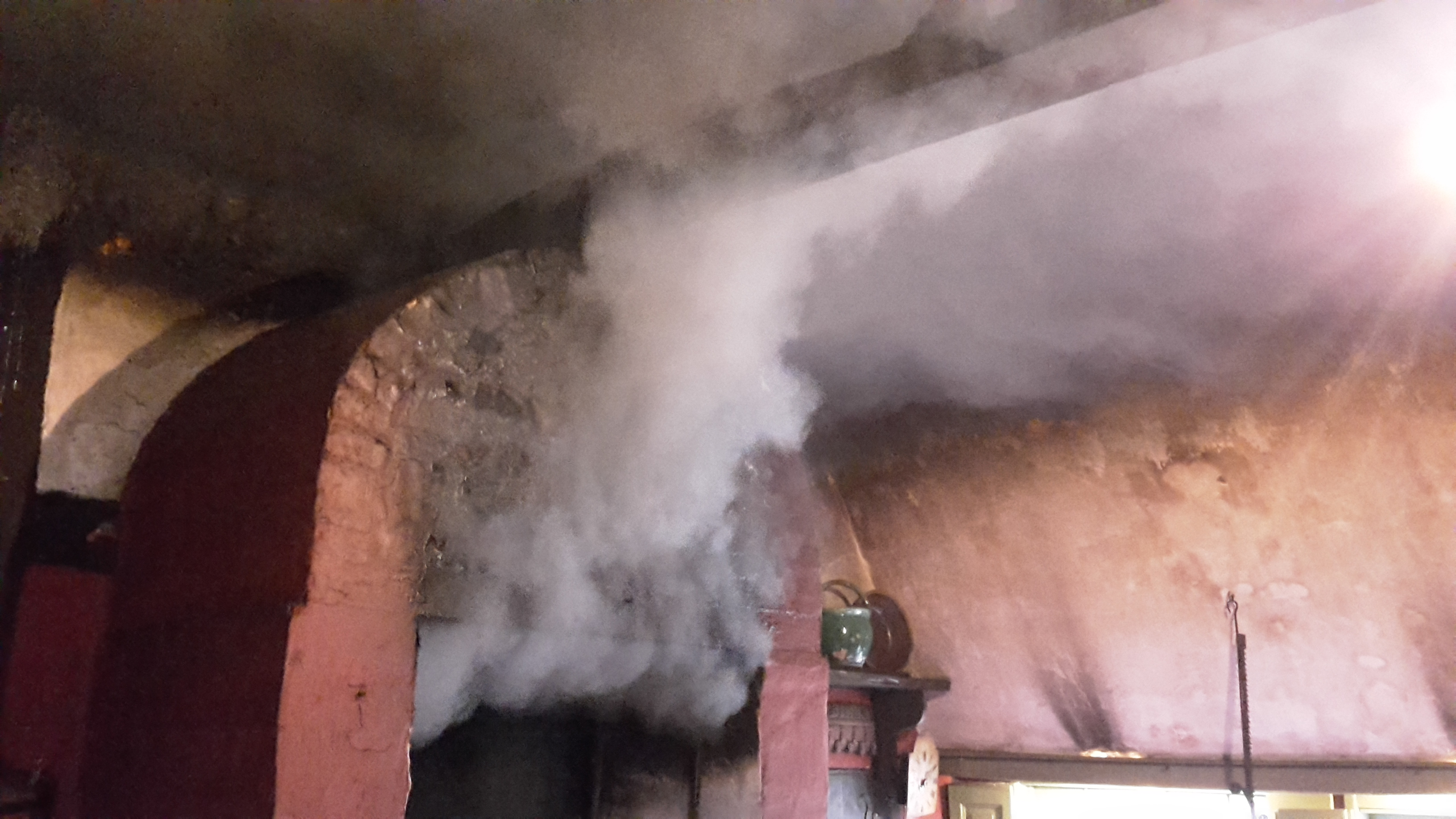
Rauch in der Diele vom „Olen Hus“ in Aukrug-Bünzen

Die kühle Witterung war früher Voraussetzung für die Pökelung des Schinkens, daher begann die Herstellung stets im Herbst. Der Schinken wurde, damals wie heute, mehrfach mit einer Salz- und Salpetermischung eingerieben, außerdem wurde noch Zucker zugesetzt. Nach dem eigentlichen Einsalzen schloss sich eine dreiwöchige Durchbrennphase an. Zum Trocknen wurden die Schinken traditionell in den sogenannten „Wiemen“ oder „Bosen“ gehängt. Das damals in Norddeutschland übliche Hallenhaus hatte keinen Schornstein und so war der Bereich über der Feuerstelle ständig im Rauch. Dieser Bereich vor dem Kamin wurde auch „westfälischer Himmel“ genannt. Hatte man kein Rauchhaus, so wurde, wenn gewünscht, im Kaltrauch in einer Räucherkammer über Buchenholzsägemehl geräuchert. Angeschnitten wurde der westfälische Schinken dann im Mai, "wenn der Kuckuck rief". Daher werden auch bis heute Spargel und Schinken beim Essen kombiniert.
Westfälischer Schinken wird auch von der bedrohten Schweinerasse „Bentheimer Landschwein“ gewonnen.
Der Westfälische Knochenschinken wurde am 25. November 2013 in das europäische Register der geschützten Ursprungsbezeichnungen und der geschützten geografischen Angaben eingetragen. Damit ist mit seiner Herkunftsbezeichnung, wie bei der Aachener Printe, dem Parmesan, dem Cognac oder dem Parmaschinken, eine direkte geografische Zuordnung gegeben. Um Handelserschwernisse zu vermeiden, wurde darauf verzichtet, dass auch das Fleisch aus westfälischen Ställen kommen muss.